# Cataléctico
Se denomina verso cataléctico a aquel métricamente incompleto, es decir, o bien le falta una sílaba, o bien, en el caso de la de la poesía griega y latina, que tiene uno de sus pies imperfecto al final.

## Versos catalécticos en la poesía grecolatina

### Trímetro yámbico cataléctico
El trímetro yámbico cataléctico (esquema ∪ — ∪ — |∪ — ∪ — |∪ — ∪ ∧), remonta a la época arcaica, y se encuentra ya en los yambógrafos y en los líricos.
Alcmán lo empleó katà stichon, es decir, en largas series; Arquíloco lo usa como el segundo verso de un epodo; más tarde se encuentra en períodos o estrofas yámbicas o eolocoriámbicas; el metro se emplea también en los epigramas helenísticos.
Ej.: Πολλὴν κατ' ἀχλὺν ὀμμάτων ἔχευεν (Arquíloco, fr. 103 B)

### Tetrámetro trocaico cataléctico
El tetrámetro trocaico cataléctico es el tercer más usado, de entre los versos estíquicos: siempre se recitaba en parakatalogué, como lo atestigua el historiador Jenofonte. Los primeros en usarlo son Arquíloco y los otros yambógrafos, seguidos de los poetas de la lírica monódica. Era el verso hablado de la tragedia en su fase más antigua, antes de ser por el trímetro yámbico, más emotivo y menos racional. En Esquilo está aún bastante presente; Sófocles apenas lo usa, mientras que Eurípides lo utiliza sobre todo en las tragedias más tardías. En la comedia es de uso frecuente en todas sus épocas, tanto en la comedia antigua como en la comedia siciliana (Epicarmo). En la comedia antigua, se le dedicaba una parte de la parábasis, y se lo empleaba como verso del diálogo, junto con el trímetro yámbico.
El esquema del tetrámetro trocaico cataléctico es:...
— ∪ — ∪ | — ∪ — ∪ || — ∪— ∪ | — ∪ X ∧
La forma pura del tetrámetro es bastante rara: se la encuentra con más frecuencia entre los yambógrafos que entre los escritores dramáticos.
Ej.:. τὸν γέροντα τῶ γέροντι, τὸν νέον δὲ τῷ νέῳ (Aristófanes, Los acarnienses, 718)
La larga irracional es frecuente en los pies pares, mientras que la resolución de las sílabas largas no es tan frecuente como en el trímetro, y se encuentran en mayor medida en la comedia y tragedia que en los poetas yámbicos o en los trágicos más antiguos. El límite máximo de las resoluciones es de tres por verso: se encuentran versos de este tipo en los cómicos y en Eurípides, pero son escasos.
La diéresis central se respeta siempre en los yambógrafos e ignorada sólo raramente en los trágicos, mientras que entre los cómicos los versos que carecen de esta cesura, reemplazada por otra, son más numerosos.
Es posible la división del verso entre varios actores, pero, mientras que en los trágicos más antiguos y en Aristófanes tal división tiene lugar en concomitancia con la diéresis central, en Eurípides y luego aún más en Menandro, el verso se divide sin tener en cuenta las pausas métricas, buscando obtener así un efecto de mayor inmediatez.
El zeugma de Porson (véase trímetro yámbico) se respeta rigurosmente en Arquíloco y en la tragedia. Para la comedia no es vinculante.
Hiponacte creó también un tetrámetro escazonte según el modelo del trímetro yámbico, sustituyendo al troqueo por un espondeo en el último pie. Tal metro busca, normalmente, un troqueo puro en el sexto pie.
Ej.: Ἀμφιδέξιος γάρ εἰμι κοὐκ ἀμαρτάνω κόπτων (Hiponacte, fr. 70 D)